# Бурдина (деревня)
Бурдина — деревня в Абатском районе Тюменской области России. Входит в состав Тушнолобовского сельского поселения.

## История
В «Списке населенных мест Российской империи» 1871 года издания (по сведениям 1868—1869 годов) населённый пункт упомянут как казённая деревня Ишимского округа Тобольской губернии, при реке Ишиме, расположенная в 41 версте от окружного центра города Ишим. В деревне насчитывалось 58 дворов и проживало 303 человека (144 мужчины и 159 женщин).
В 1926 году в деревне имелось 84 хозяйства и проживало 425 человек (209 мужчин и 216 женщин). В административном отношении Бурдина входила в состав Фирсовского сельсовета Абатского района Ишимского округа Уральской области.

## География
Деревня находится в юго-восточной части Тюменской области, в лесостепной зоне, в пределах Ишимской равнины, на левом берегу реки Ишим, на расстоянии примерно 24 километров (по прямой) к юго-западу от села Абатское, административного центра района. Абсолютная высота — 74 метра над уровнем моря.

### Часовой пояс
Бурдина, как и вся Тюменская область, находится в часовой зоне МСК+2. Смещение применяемого времени относительно UTC составляет +5:00.

## Население
| 1989 | 2002 | 2010 |
| ---- | ---- | ---- |
| 59   | ↘41  | ↘39  |

Гендерный состав
По данным Всероссийской переписи населения 2010 года в гендерной структуре населения мужчины составляли 48,7 %, женщины — соответственно 51,3 %.
Национальный состав
Согласно результатам переписи 2002 года, в национальной структуре населения русские составляли 100 % из 41 чел.

## Улицы
Уличная сеть деревни состоит из одной улицы (ул. Армизонская).